# Le Joyeux Vagabond
Le Joyeux Vagabond (titre original : Der fröhliche Wanderer) est un film allemand réalisé par Hans Quest, sorti en 1955. 

## Fiche technique
- Titre : Der fröhliche Wanderer
- Titre français : Le Joyeux Vagabond
- Titre américain :  The Happy Wanderer
- Réalisation : Hans Quest
- Scénario : Juliane Kay
- Directeur de la photographie : Kurt Schulz
- Montage : Hermann Leitner
- Décorateurs : Hans Kuhnert, Hans Luigi, Peter Schlewski
- Maquillage : Fredy Arnold, Maria Westhoff
- Caméraman : Erich Grohmann
- Musique : Norbert Schultze, Egon Kaiser, Henry Leve
- Équipe de production : Walter Dettmann, Günter Regenberg, Hans Stani
- Assistant réalisateur : Hermann Leitner
- Ingénieur du son : Heinz Garbowski
- Pays de production :  Allemagne de l'Ouest
- Sociétés de production : Berolina
- Producteur : Kurt Ulrich
- Format : Couleur (Agfacolor) - 1,37:1 - Mono (Klangfilm-Eurocord)
- Dates de sortie :
  -  Allemagne de l'Ouest : 22 septembre 1955
  -  France : 19 juillet 1956[1]

## Distribution
- Rudolf Schock : Axel Wendt
- Waltraut Haas : Toni Peters
- Elma Karlowa : Rita Mehling
- Willy Fritsch : Kurt Henner
- Paul Hörbiger : Dr. Peters, le père de Toni
- Gunther Philipp : Heini Krops
- Helen Vita : Ida
- Wolfgang Lukschy : Klaus Hoppe
- Ernst Waldow
- Wolfgang Neuss
- Otto H. Eck
- Peter Finkbeiner
- Trude Hesterberg : Milena Gaad
- Fritz Hoppe : le bassiste
- Hans Nerking
- Dagmar Schock
- Edith Schollwer : Malk, chanteuse
- Fritz Wagner